# Athol (Kansas)
Athol es una ciudad ubicada en el condado de Smith en el estado estadounidense de Kansas. En el año 2010 tenía una población de 44 habitantes y una densidad poblacional de 88 personas por km².

## Geografía
Athol se encuentra ubicada en las coordenadas 39°45′57″N 98°55′13″O / 39.76583, -98.92028 (39.765724, -98.920219).

## Demografía
Según la Oficina del Censo en 2000 los ingresos medios por hogar en la localidad eran de $28,250 y los ingresos medios por familia eran $34,375. Los hombres tenían unos ingresos medios de $11,250 frente a los $18,750 para las mujeres. La renta per cápita para la localidad era de $14,872. Alrededor del 8.5% de la población estaban por debajo del umbral de pobreza.